# بيرلي كرويشانك
بيرلي كرويشانك (بالإنجليزية: Burleigh Cruikshank)‏ هو لاعب كرة قدم أمريكية أمريكي، ولد في 4 يونيو 1890 في بوسطن في الولايات المتحدة، وتوفي في 1 أكتوبر 1982 في فيلادلفيا في الولايات المتحدة.